# Edoardo Bove
Edoardo Bove (Rome, 16 mei 2002) is een Italiaans voetballer die doorgaans speelt als middenvelder. In mei 2021 debuteerde hij voor AS Roma.

## Clubcarrière
Bove speelde in de jeugd van Boreale DonOrione en werd in 2012 na een succesvolle stage opgenomen in de opleiding van AS Roma. In november 2020 tekende de middenvelder een profcontract tot medio 2024. Zijn debuut in het eerste elftal volgde op 9 mei 2021, in de Serie A tegen Crotone. Door doelpunten van Borja Mayoral, Lorenzo Pellegrini (beiden tweemaal) en Henrich Mchitarjan werd met 5–0 gewonnen en Bove mocht van coach Paulo Fonseca tien minuten voor tijd invallen voor Ebrima Darboe. Eind december van dat jaar verlengde de middenvelder zijn verbintenis met een jaar. Zijn eerste doelpunt maakte hij op 19 februari 2022. Hellas Verona kwam die dag op voorsprong door goals van Antonín Barák en Adrien Tameze. Door doelpunten van Cristian Volpato en Bove speelde Roma toch nog gelijk: 2–2. In december 2023 werd zijn contract opengebroken en met drie jaar verlengd tot medio 2028.
Gedurende de seizoenen 2022/23 en 2023/24 kwam Bove vaker aan spelen toe, waarna hij in augustus 2024 voor een jaar verhuurd werd aan competitiegenoot Fiorentina. Die club verkreeg tevens een optie tot koop. Bove zakte op 1 december 2024 in elkaar tijdens een wedstrijd tegen Internazionale. De dag erna maakte Fiorentina bekend dat hij bij bewustzijn en aanspreekbaar was. Ook had hij geen acute hart- of hersenschade.

## Clubstatistieken
| Seizoen | Club         | Competitie | Competitie | Competitie | Beker | Beker | Internationaal | Internationaal | Totaal | Totaal |
| Seizoen | Club         | Competitie | Wed.       | Dlp.       | Wed.  | Dlp.  | Wed.           | Dlp.           | Wed.   | Dlp.   |
| ------- | ------------ | ---------- | ---------- | ---------- | ----- | ----- | -------------- | -------------- | ------ | ------ |
| 2020/21 | AS Roma      | Serie A    | 1          | 0          | 0     | 0     | 0              | 0              | 1      | 0      |
| 2021/22 | AS Roma      | Serie A    | 11         | 1          | 0     | 0     | 2              | 0              | 13     | 1      |
| 2022/23 | AS Roma      | Serie A    | 22         | 1          | 1     | 0     | 10             | 1              | 33     | 2      |
| 2023/24 | AS Roma      | Serie A    | 31         | 0          | 2     | 0     | 12             | 1              | 45     | 1      |
| 2024/25 | → Fiorentina | Serie A    | 12         | 1          | 0     | 0     | 3              | 0              | 15     | 1      |
| Totaal  | Totaal       | Totaal     | 77         | 3          | 3     | 0     | 27             | 2              | 107    | 5      |

Bijgewerkt op 20 juli 2025.

## Erelijst
| UEFA Conference League | 1 | 2021/22 |